# 독일어 주어 내부 생략
독일어 주어 내부 생략(Subjektbinnenellipse)은 통사론(Syntax)에서의 전문 용어이다.

## 개요
독일어에서의 주어 내부 생략은 병렬 생략(Koordinationsellipse)의 가능한 수단 중 하나이다. 주어 내부 생략에서, 한 문장 가운데 주어(Subjekt)는 생략된다. 'und'(~와)로 이어진 두 주문장(Hauptsatz)은 같은 주어를 가지고 있다. 첫번째 주문장은 '전역(前域, Vorfeld, 정동사의 앞부분) – 정동사(finite Verbform) – 주어(Subjekt)' 등의 어순을 가지고 있다. 정동사는 일반 평서문(Aussagesatz)에서와 같이 두 번째 자리(zweiter Stelle)에 위치한다. 참고로 정동사가 두 번째 자리에 오는 것을 V2 어순(V2-Stellung) 혹은 V2 문장(V2-Satz)이라 한다. 주어는 중역(中域, Mittelfeld)에 위치한다. 이는 개념을 처음 만든 사람이 그 개념을 '주어 내부 생략(Subjektbinnenellipse)'이라고 지칭한 이유가 되었다. 이 문장은 동일한 주어와 함께 'und' 뒤로 운반된다. 동시에 주어는 겉으로 언급되지 않으며 생략(Ellipse)이 된다. 두 번째 주어가 생략되는 것을 전문용어로 '공소화변형(Gapping)'이라 한다. und 뒤를 따르는 두 번째 주문장의 어순 배열은 (원칙상) 독일어 평서문에서 가장 자주 나오는 것으로, '주어 + 정동사 + 기타'이다. 여기에서 주어는 겉으로 언급되지 않고 생략되며, 이로부터 두 번째 부분에 대하여 und 뒤에 V1문장(Verberstsatz)이 나오게 된다. 즉 정동사가 첫 번째 자리에 오는 것을 V1 어순(V1-Stellung) 혹은 V1 문장(V1-Satz)이라 한다. 학술적으로 표현하자면, '주어 내부 생략(Subjekt-Binnenellipse)은 '첫머리 어구를 반복해서 사용하는 병렬 생략(anaphorische Koordinationsellipse)'으로, 그것에 있어 두 번째 접속부(Konjunkt)의 주어는 확장되는 것이며, 동시에 접속부들은 통사론적으로 별도로 구성된다.' 이는 '병렬부의 비등가(Nicht-Äquivalenz der Koordinationskerne)'라고도 한다.(때로는 주어 내부 생략이라는 개념은 그러한 '중문(重文, Satzreihe)' 개념으로 사용되기도 하며, 중문의 첫 번째 부분은 전역의 주어를 포함하지만, 또한 주어는 언어학자 발터 킨트(Walther Kindt)의 연구에서는 문법적으로 맞지 않다.) 두 번째 문장 주어 결여(Fehlen des Subjekts)와 관련하여, 표현(Formulierung)은 '결국 주어의 이중연결(Doppelverknüpfung)로부터 나온다'는 것을 알게 된다.
주문장배열에 있어, 첫번째 부분은 마찬가지로 독일어 평서문에서 가장 흔히 나오는 배열인 '주어-정동사-기타'(V2 어순)이 구성되고, 두 번째 부분에서의 동일한 주어의 생략을 통하여, und 뒤로는 전문개념인 '주어 내부 생략'이 자주 사용된다. 킨트는 다음과 같이 말하였다.
또한 독일어에는 병렬보어(Koordinationskomplement)가 주어와 동일한 경우, '부문장을 문장 뒤로 보내는(ausklammern)' 것이 없는 '첫머리 어구를 반복해서 사용하는 병렬 생략(anaphorische Koordinationsellipse)'이 있다. 우리가 주어 내부 생략이라고 부를 이러한 유형은 최근에야 생략법 연구로부터 '재발견'되었다.(Höhle (1983), Kindt (1985), Steedman (1990), Wunderlich (1988).) 특히 두드러지는 것은 주어 내부 생략에 있어 두 가지 핵심은 하나의 상이한 구조를 가진다는 것이다. 예를 들어 그것은 분더리히(D. Wunderlich)가 거론한 문장에 의해 분명해진다.
- In den Wald ging ein Jäger und fing einen Hasen.(숲으로 어느 사냥꾼이 가서 토끼 한 마리를 잡았다.)

여기서 두 가지 상응 동사구(Verbalphrase)는 어순은 물론 결합가구조(Valenzstruktur, 동사가 필수적으로 가지는 목적어나 보어의 갯수)로부터도 비교할 수 없다.

### 주어 내부 생략 예시
많은 문장에서 주어 내부 생략 예시를 쉽게 찾을 수 있다.
- Den modischen Rock sah die fröhliche Studentin und kaufte ihn.(그 유쾌한 여대생은 유행하는 치마를 보고 그것을 샀다.)
- In den Wald ging ein Mädchen und beobachtete den Hasen.(소녀가 숲으로 갔고 그 토끼를 만났다.)[5]

때때로 und 대신에 쉼표(Komma)가 있는 중문 예시를 볼 수 있다.
- Noch am selben Tag war er von der Arbeit freigestellt worden, wurde seither psychologisch betreut.(바로 당일 그는 일자리에서 해고되었고, 지금까지 심리적으로 치료받았다.)[6]

### 가능 주어 내부 생략과 불가능 주어 내부 생략의 비교
주어 내부 생략이 가능한 바, 특히 전제(Voraussetzung)가 앞에 놓여야 한다. 킨트는 말했다. '이외에 주어 내부 생략의 정확성에 있어 전제는 잘못된 핵심이 주어의 화제화(Thematisierung)를 가능하게 한다는 것이다.' 두 문장의 비교는 여러 절(Teilsatz)의 어순 도치(Umstellung der Reihenfolge)와 함께 예시로서 작용한다.
가능한 주어 내부 생략
- Aus Baden kommt dieser Wein und schmeckt mir.(이 와인은 바덴으로부터 왔고 내 입맛에 맞다.)

반대로 문장은 어순 도치가 되지만, 주어 내부 생략은 더는 가능하지 않은 것
- Mir schmeckt dieser Wein und kommt aus Baden.(이 와인은 내 입맛에 맞고 바덴으로부터 왔다.)

여기서 어떤 주어 내부 생략도 가능하지 않다는 것의 근거로서 발터 킨트는 다음과 같이 기술하였다.
"이 문장은 아마도 제한적으로 수용될 것이다. 왜냐하면 관심의 중앙에는 문법적 주어 'Wein'이 아닌 논리적 주어 'mir'가 존재하기 때문이다.
이 문장에서, 화제화된(선두에 나온) 여격 목적어 'mir'는 주제(Thema)를 구성한다. 즉 문법적 주어의 보유자(Träger des grammatischen Subjekts)가 아닌 화자(Sprecher)에 대한 진술이 이뤄지고 있는 것이다. 때문에 그것은 첫 구조부(Konstruktionsteil)에 대하여 '명사구-동사연쇄-구조(Nominalphrase-Verbalsequenz-Struktur)'를 선호한다. 그러나 그것은 주어 내부 생략에 필요한 '동사연쇄-명사구-구조(Verbalsequenz-Nominalphrase-Struktur)'와 대립하며, 이로부터 문장의 가공을 악화시키는 결정의 딜레마(Entscheidungsdilemma)를 일으킨다. 하나의 논거는, 'schmecken'이 '심리적 동사(psychisches Verb)'에 속하며 그에 따라 경우에 따라서는 어순에 있어 목적어가 주어를 앞선다는 것이다.
2021년 출판된 책에서, 발터 킨트(Walter Kindt)는 두 번째 문장의 수용능력(Akzeptabilität)을 '모종의 제약'으로 여기고, 이러한 연결에 있어 귄터(Günther) 등의 1993년 연구 320쪽 주어 내부 생략의 심리언어학적 연구를 참조하도록 언급한다.
그 외에도 귄터는 두가지 다른 유형을 첨가하였다.
- Mir bekommt dieser Wein und schmeckt mir.(나에게 이 와인은 잘 맞고 내 입맛에 맞다.)

- Mir schmeckt dieser Wein und bekommt mir (auch).(나에게 이 와인은 입맛에 맞고 나에게 (또한) 잘 맞는다.)

그는 이에 대해 다음과 같이 서술하였다. "(마지막 예문의) 정확성에 있어, 2017년 언어학의 문외한 학자인
크리스티안 슐츠(Christian Schulz)(하노버)가 개인적인 연락을 통하여 나의 이목을 끌었다. 마지막 예문을 통해 킨트가 추론한 것은 '논리적 주어(logisches Subjekt)'를 제외하고, 동사등급(Verbklasse)과 정확한 강세 발음(Akzentuierung) 등의 부류, 그리고 음렬(Tonfolge, 음악 혹은 발음에 있어 선율의 진행)과 같은 여러 관점들이 주어 내부 생략의 허용에 있어 중요한 역할을 한다는 것이다."(Kindt 2021, 284쪽)

### 주어 내부 생략에서의 주어 필수 특징
어떤 전제가 놓여야 하는지, 그 전제를 가지고 주어 내부 생략이 사용될 수 있다는 것에 대한 설명에서, 발터 킨트는 다음과 같이 서술한다. "이외에도 주어 내부 생략의 특징에 대한 설명에 있어 원칙이 개입될 수 있다. GÜNTHER/KINDT 등의 1991년 연구를 참조할 수 있다. 후치 위치에서는, 높은 감정가(hocher Emotionswert)를 지닌 주어만이 주목받게 되어, 주어는 병렬구조(Koordinationskonstruktion)의 오른쪽 부분에서는 생략된다."
- Heute kommt Karl und besucht seinen Freund.(오늘 카를이 와서 친구를 방문한다.)

### 두 번째 주문장의 V1 어순
V2 어순(Verbzweitstellung)은 주어 내부 생략이 된 두번째 문장에서는 불가능하다.
- Nach Bielefeld ist der Autor gefahren und hält morgen einen Vortrag.(빌레펠트로 작가는 운전해서 갔고 아침에 강연을 한다.) (O)
- Nach Bielefeld ist der Autor gefahren und morgen hält einen Vortrag.(빌레펠트로 작가는 운전해서 갔고 아침에 강연을 한다.) (X)

두 문장의 비교에 따라 드러나는 것은, und 뒤에 V1 어순이 있는 첫 번째 문장은 주어 내부 생략이 가능하지만, 반대로 und 뒤에 V2 어순이 있는 두 번째 문장은 그렇지 않다.

### 빈 주어의 위치
여러 학자들은 빈 주어(fehlendes Subjekt)의 위치가 두 번째 정동사의 앞이나 뒤 어디에 와야 하는지에 대한 문제에 대하여 심사숙고하였다. 거기에 SLF-병렬(SLF-Koordination) 개념이 부여된다. SLF는 한정문과 전부문에서의 주어결여(Subjektlücke in finiten/frontalen Sätzen)를 의미한다.(Höhle, 1983) 한 예문은 다음과 같다.
```
Bald danach wurde der Genosse Liebknecht verhaftet und (주어결여?) musste (주어결여?) ein ganzes Jahr Festungshaft in Glatz absitzen. 
- 귄터 그라스(Günter Grass), 나의 세기(Mein Jahrhundert)
```

다른 예문은 다음과 같다.
```
Sobald die Dreharbeiten vorbei sind, kannst du abreisen und (주어결여?) musst (주어결여?) dir nie wieder Sorgen darüber machen, eine Pistole zu tragen. 
- 조 크로우(Jo Crow), 한 엄마의 거짓말(Die Lüge einer Mutter)
```

판셀로프(Fanselow)는 앞쪽을 지지하고, 하트만(Hartmann)은 반대로 뒤쪽을 지지한다. 문장 간 연관관계(Kohärenzbeziehung)에 따라, 배치는 정동사 앞(인과와 인접)이나 뒤(유사관계)에 있다. 반대로 발터 킨트는 두 번째 접속부에서 주어가 '공백이 생기지 않고' 첫 번째 문장에 있는 주어가 두번째 문장에서 논평한다. 그는 이것을 2021년 출간된 자신의 책에서 이렇게 표현하였다. "(예문 : Den Jungen fördert der Lehrer und hilft dem Mädchen.) 반대로 (이 문장은) 통사론적으로 맞으며, 'fördert der Lehrer'의 문장성분순서(Satzgliedsequenz)는 강한 구성소(Konstituente)를 구성하지 못한다는 것으로 설명할 수 있다. 그점에서 주어 'der Lehrer'와 동사 'fördert'의 결합과 동시에, 동사 'hilft'와의 두번째 결합도 문법적으로 가능하다(vgl. Kindt, S. 375 f.)). 통사론적으로 상이한 방식으로, 주어와 동사의 일치요구(Kongruenzanforderung)와 동시에 주어와 다른 문장성분 간의 다양한 원칙적 비대칭이 존재한다. 또한 (앞에 언급된 예문같은) 문장들은 통상적으로 생략으로 오인한다. 만약 그럼에도 이런 말투를 계속 사용한다면, '주어 내부 생략'이라고 지칭해야 할 것이다. 왜냐하면 첫 번째 문장(Teilsatz)의 중역에서의 주어가 두번째 병렬 접속 문장에서 차용되기 때문이다."

### 네덜란드어 상황
```
Koort daarna werd kameraad Liebknecht gearresteerd en (주어생략?) moest (주어생략?) een heel jaar vestingstraf in Glatz uisitten. 
- 귄터 그라스(Günter Grass), 얀 기엘켄스(Jan Gielkens) 번역, 『나의 세기(Mijn eeuw)』
```

이 경우 네덜란드어에서는 반대로 주어는 눈에 띄게 자주 정동사 뒤로 수용된다. 동적인 주어공백은 네덜란드어에서는 올바른 주어 생략이다. 그것은 독일어보다도 더 가깝게 형식적 기능적 조건이 연결된다. 그점에 한해서 그것은 네덜란드어에서 결여된 주어보다 더 강하게 지각되는데, 때문에 경우에 따라서는 반대로 무조건적으로 수용되어야 한다(Fanselow).

## 참고문헌
- Walther Kindt: Ellipsen und andere syntagmatische Aspekte. In: Gert Rickheit, Theo Herrmann, Werner Deutsch (Hrsg.): Psycholinguistik / Psycholinguistics. Ein internationales Handbuch / An International Handbook. Walter de Gruyter, Berlin 2003, S. 306–316.
- Walther Kindt: Wortstellung als Problem einer dynamischen Grammatik. In: Brigitta Haftka (Hrsg.): Was determiniert Wortstellungsvariation? Studien zu einem Interaktionsfeld von Grammatik, Pragmatik und Sprachtypologie. Westdeutscher Verlag, Opladen 1994, S. 49–62.
- Gert Rickheit, Lorenz Sichelschmidt: Verstehen von Ellipsen, ein holistischer Ansatz. In: Mathilde Hennig: Die Ellipse. Neue Perspektiven auf ein altes Phänomen (= Linguistik – Impulse & Tendenzen. 52). Walter de Gruyter, Berlin 2013, S. 159–182.

## 같이 보기
- V1 어순
- 겸자구조
- 독일어
- 독일어 관사
- 독일어 대명사
- 독일어 동사
- 독일어 동사활용
- 독일어 명사
- 독일어 명사화
- 독일어 문법
- 독일어 문장 구조
- 독일어 문장 유형
- 독일어 발음
- 독일어 병렬 생략
- 독일어 부사구
- 독일어 불변화사 목록(1996년 정서법 개정안)
- 독일어 양태불변화사
- 독일어 접두사동사 및 불변화사동사
- 독일어 접속법
- 독일어 정서법
- 독일어 주어 내부 생략
- 독일어 태
- 독일어 형용사
- 독일어 환치사